# 魔刀俠情
《魔刀俠情》，香港電視廣播有限公司古裝武俠電視劇，於1993年1月海外推出，1993年10月26日首播，共18集。監製劉仕裕。由溫兆倫、張兆輝、蔡少芬、洪欣、羅樂林及黎耀祥領銜主演。
此劇曾於TVB經典台重播及2014年7月在TVB星河頻道重播。

## 演員表
- 溫兆倫 飾 聶抗天
- 張兆輝 飾 曲忍
- 洪　欣 飾 曲蘭陵
- 蔡少芬 飾 古雪
- 羅樂林 飾 逆天唯我
- 黎耀祥 飾 陸野烟
- 崔嘉寶 飾 古霜霜
- 楊得時 飾 一戒
- 鄭　嵐 飾 青青
- 葉玉萍 飾 奴兒
- 黃一飛 飾 五大敷
- 胡美儀 飾 六不用
- 文潔雲 飾 白晴
- 馬海倫 飾 紫心
- 王龍威 飾 聶雲
- 李麗麗 飾 鐵心師太
- 關　菁 飾 歐陽贊
- 陳均榕 飾 司馬乘風
- 朱剛 飾 韓雙木
- 麥子雲 飾 赤煉道人
- 于楓 飾 霍英